# زال محمد
زال محمد (زال منصور)، قواد معروفی در منطقهٔ شهر نو، تهران بود.

## زندگی‌نامه
زال محمد در ابتدا مرد شهوترانی بود که در یکی از خانه‌های سکس رفته و آمد می‌کرد به تدریج خودش با در اختیار گذاشتن همسر خود و چند زن دیگر برای سکس ثروت هنگفتی به هم زد. گاراژ زال محمد واقع در ضلع غربی خیابان ۳۰ تیر و قهوه‌خانه نمونه‌ای از دارایی‌هایی است که از راه عرضه تن‌فروش‌ها به دست آورده‌است. از خصال او سفره‌داری بود به طوریکه که هر وقت پاتوقش در قهوه‌خانه می‌نشست اجازه حساب کردن میز را به کس دیگر نمی‌داد و خودش همه را حساب می‌کرد.

## جستار های وابسته
پری بلنده
شهرنو
اشرف چهار چشم